# Wybe de Graaf
Wybe Johan de Graaf (Alkemade, 26 november 1944) is een Nederlands politicus van het CDA.
Hij werkte op de gemeentesecretarie van Nigtevecht voor hij in november 1974 benoemd werd tot gemeentesecretaris van de Friese gemeente Oostdongeradeel. Op 1 januari 1981 werd De Graag de burgemeester van Grijpskerk en in oktober 1988 volgde zijn benoeming tot burgemeester van de Zeeuwse gemeente Axel. In 2000 werd De Graaf dijkgraaf van het waterschap Zeeuws-Vlaanderen wat hij tot zijn pensionering eind 2009 zou blijven. Tot maart 2012 was hij voorzitter van CDA Zeeland maar vanwege huiselijke omstandigheden heeft hij die functie toen opgegeven.